# 四角城址
四角城址，位于中国河北省承德市骆驼场，为承德市丰宁满族自治县的一个省级文物保护单位，类型为古遗址，公布时间为1982年7月23日。
四角城址的历史年代为金、元。